# تمهيد العلاج

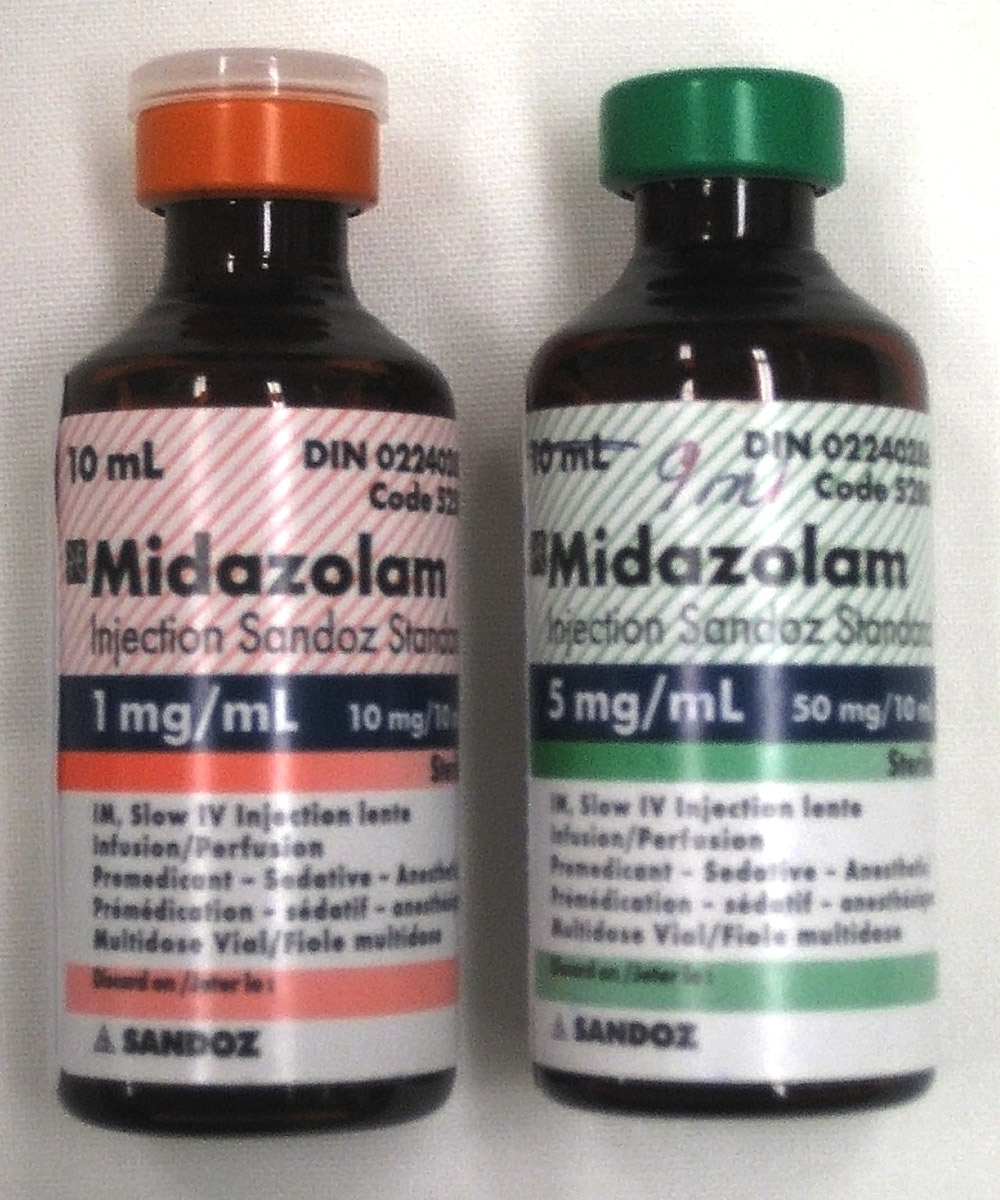

تمهيد العلاج (بالإنجليزية: Premedication)‏ هو الدواء أو العلاج الذي يعطى لمريض قبل عملية جراحية أو تداخل طبي. عادة ما تكون هذه الأدوية مهدئات أو مسكنات.

## أمثلة على استعمال تمهيد العلاج
- يعطى تمهيد العلاج لمرضى السرطان قبل العلاج الكيمياوي لتجنب الآثار الضائرة أو فرط التحسس، ويعطى غالبا دواءان أو أكثر. ومن أمثلة هذه الأدوية ديكساميتازون وديفينهيدرامين وأوميبرازول.
- يستعمل الميلاتونين في البالغين والأطفال ممهدا لعلاج بسبب ما خواصه، حيث إنه منوم ومضاد استقبال الألم ومضاد اختلاج.[1]
- يستعمل ميدازولام في علاج القلق في الأطفال المرتبط بالعزل عن الأبوين ويستعمل كذلك في تحفيز التخدير.[2]
- سوفنتانيل
- يستعمل الكلونيدين في الأطفال بديلا عن البنزوديازيبينات لتحفيز التخدير العام. وقد وجد أنه مساوٍ لها وربما أفضل منها. كما إنه أل آثارا ضائرة ويقلل هذيان الصحو.[3][4][5]
- يستعمل ديكسميديتوميدين ومضادات غير نمطية للذهان في تمهيد العلاج عن الأطفال غير المتعاونين.[6]
- ومن أنواع تمهيد العلاج غير الدوائي استعمال التدليك والموسيقى الهادئة وتخفيف الضوضاء والإضاءة لأجل الحفاظ على دورة الصحو والنوم.[7] كما يعطى الطفل في بعض الأحيان لعبة فيديو محمولة باليد لأجل تقليل قلق الطفل خلال إحداث التخدير العام.[8]